# Charlotte van Gils
Charlotte van Gils (ur. 5 lipca 1986 w Velsen) – holenderska snowboardzistka. W 2011 roku wystartowała na mistrzostwach świata w La Molinie, gdzie zajęła dziewiąte miejsce w slopestyle'u. W zawodach Pucharu Świata zadebiutowała 26 lutego 2012 roku w Stoneham, wygrywając slopestyle'a. Tym samym już w swoim debiucie nie tylko zdobyła pierwsze pucharowe punkty, ale od razu sięgnęła po zwycięstwo. Najlepsze wyniki zanotowała w sezonie 2011/2012, kiedy to zajęła dziewiąte miejsce w klasyfikacji generalnej (AFU), a w klasyfikacji big air wywalczyła Małą Kryształową Kulę. Nie brała udział w igrzyskach olimpijskich. W 2015 roku zakończyła karierę.

## Osiągnięcia

### Mistrzostwa świata
| Miejsce | Dzień       | Rok  | Miejscowość | Konkurencja | Zwycięzca      |
| ------- | ----------- | ---- | ----------- | ----------- | -------------- |
| 9.      | 22 stycznia | 2011 | La Molina   | Slopestyle  | Enni Rukajärvi |

### Puchar Świata

#### Miejsca w klasyfikacji generalnej
- sezon 2011/2012: 9.
- sezon 2013/2014: 34.
- sezon 2014/2015: 74.

#### Miejsca na podium w zawodach
1. Stoneham – 26 lutego 2012 (slopestyle) - 1. miejsce